# Clusia chusqueae
Clusia chusqueae är en tvåhjärtbladig växtart som beskrevs av Joseph Andorfer Ewan. Clusia chusqueae ingår i släktet Clusia och familjen Clusiaceae. Inga underarter finns listade i Catalogue of Life.